# Oekraïne op het Eurovisiesongfestival 2022

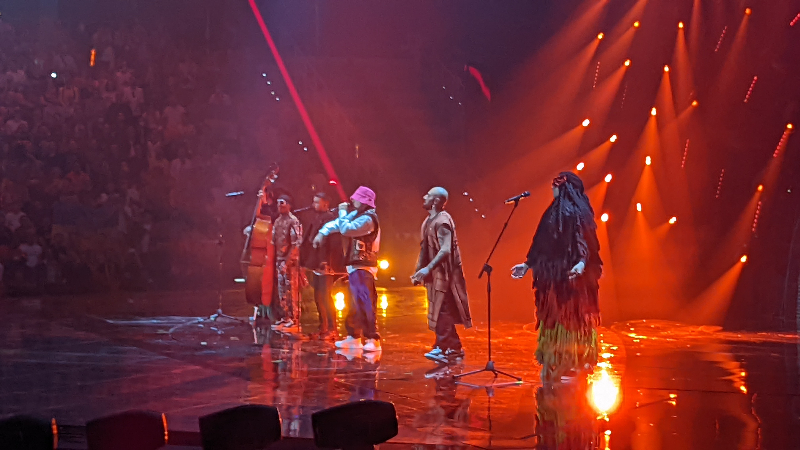
Kalush Orchestra tijdens de eerste halve finale

Oekraïne nam deel aan het Eurovisiesongfestival 2022, dat gehouden werd in Turijn, Italië. Soespilne was verantwoordelijk voor de Oekraïense bijdrage voor de editie van 2022. 

## Selectieprocedure
Door de succesvolle kandidaturen van de voorbije jaren hield de Oekraïense omroep Soespilne vast aan de nationale preselectie Vidbir. De halve finales werden evenwel afgevoerd. Acht artiesten traden aan in de nationale finale, die op 12 februari 2022 werd gehouden. De eindoverwinning ging naar Alina Pasj.
Als gevolg van de controverse rond de zangeres Maruv, die gediskwalificeerd werd na een optreden te geven op het door Rusland geannexeerd gebied, de Krim, werd er in 2020 een regel ingevoerd dat artiesten die sinds 2015 nog optredens geven op de Krim, of in Rusland zelf, niet mogen deelnemen aan de nationale voorronde, en dus aan het Eurovisiesongfestival voor Oekraïne.
Pasj bezocht in 2015 Rusland, zonder de juiste reisdocumenten. Dit leidde tot heel wat controverse, waardoor ze zich uiteindelijk vrijwillig terugtrok. Ze gaf aan zeer teleurgesteld te zijn door het politieke spel dat gespeeld werd.  Een dag na de beslissing om Alina Pasj niet naar het Eurovisiesongfestival te sturen, raakte bekend dat de Oekraïense openbare omroep aan runner-up Kalush Orchestra had gevraagd om het land te vertegenwoordigen. Even later werd de groep officieel gepresenteerd als Oekraïense bijdrage.

## Vidbir 2022
| Plaats | Artiest          | Lied                   | Jury | Publiek | Totaal |
| ------ | ---------------- | ---------------------- | ---- | ------- | ------ |
| 1      | Alina Pasj       | Tini zaboetich predkiv | 8    | 7       | 15     |
| 2      | Kalush Orchestra | Stefania               | 6    | 8       | 14     |
| 3      | Wellboy          | Nozzy bozzy            | 7    | 6       | 13     |
| 4      | Roxolana         | Girlzzzz               | 3    | 5       | 8      |
| 5      | Barleben         | Hear my words          | 4    | 3       | 7      |
| 6      | Our Atlantic     | Moja ljoebov           | 5    | 2       | 7      |
| 6      | Cloudless        | All be alright         | 1    | 4       | 5      |
| 8      | Michael Soul     | Demons                 | 2    | 1       | 3      |

## In Turijn
Oekraïne trad in de eerste halve finale op, op dinsdag 10 mei 2022. Kalush Orchestra was als zesde van zeventien acts aan de beurt, net na LPS uit Slovenië en gevolgd door Intelligent Music Project uit Bulgarije. Op het einde van de avond plaatsten ze zich voor de finale.
Tijdens de grote finale op 14 mei 2022 maakten ze hun favorietenrol waar. Oekraïne haalde de derde overwinning op het Eurovisiesongfestival binnen, en kreeg 439 punten van het publiek. Hiermee verbraken ze het record van Portugal uit 2017.
2003 · 2004 · 2005 · 2006 · 2007 · 2008 · 2009 · 2010 · 2011 · 2012 · 2013 · 2014 · 2015 · 2016 · 2017 · 2018 · 2019-2020 · 2021 · 2022 · 2023 · 2024 · 2025
Albanië · Armenië · Australië · Azerbeidzjan · België · Bulgarije · Cyprus · Denemarken · Duitsland · Estland · Finland · Frankrijk · Georgië · Griekenland · Ierland · IJsland · Israël · Italië · Kroatië · Letland · Litouwen · Malta · Moldavië · Montenegro · Nederland · Noord-Macedonië · Noorwegen · Oekraïne · Oostenrijk · Polen · Portugal · Roemenië · San Marino · Servië · Slovenië · Spanje · Tsjechië · Verenigd Koninkrijk · Zweden · Zwitserland